# Vườn quốc gia Kaeng Chet Khwae
Vườn quốc gia Kaeng Chet Khwae là một vườn quốc gia ở tỉnh Phitsanulok của Thái Lan.
Vườn quốc gia này nằm ở khu vực núi và rừng.
Rừng ở đây bao gồm rừng thường xanh trên đồi và rừng thường xanh khô. Vườn quốc gia này được chia thành các lâm viên:
- Kaeng Chet Khwae
- Khwae Noi ở Amphoe Wat Bot
- Lâm viên rừng đặc dụng Suan Miang ở Amphoe Chat Trakan
- Lâm viên rừng đặc dụng Khao Krayang ở Amphoe Nakhon Thai và Amphoe Wang Thong

## Động vật
Đây là nơi sinh sống của các loại voọc, thỏ, khỉ, nhiều loài cá và thằn lằn.

## Các loài thực vật
Thực vật ở đây có tếch, Afzelia xylocarpa Roxb., Xylia xylocarpa (Deang), Pterocarpus macrocarpus (Pradoo) và cây cao su.